# Cuculus micropterus

Areale del cuculo indiano

Il cuculo indiano (Cuculus micropterus Gould, 1837) è un uccello della famiglia Cuculidae.

## Distribuzione e habitat
Questo uccello vive nell'Asia meridionale, sudorientale e orientale, dall'India e dalla Russia all'Indonesia; è presente anche sulle Filippine. È di passo in Giappone e Pakistan.

## Tassonomia
Cuculus micropterus ha due sottospecie:
- Cuculus micropterus micropterus
- Cuculus micropterus concretus

## Bibliografia

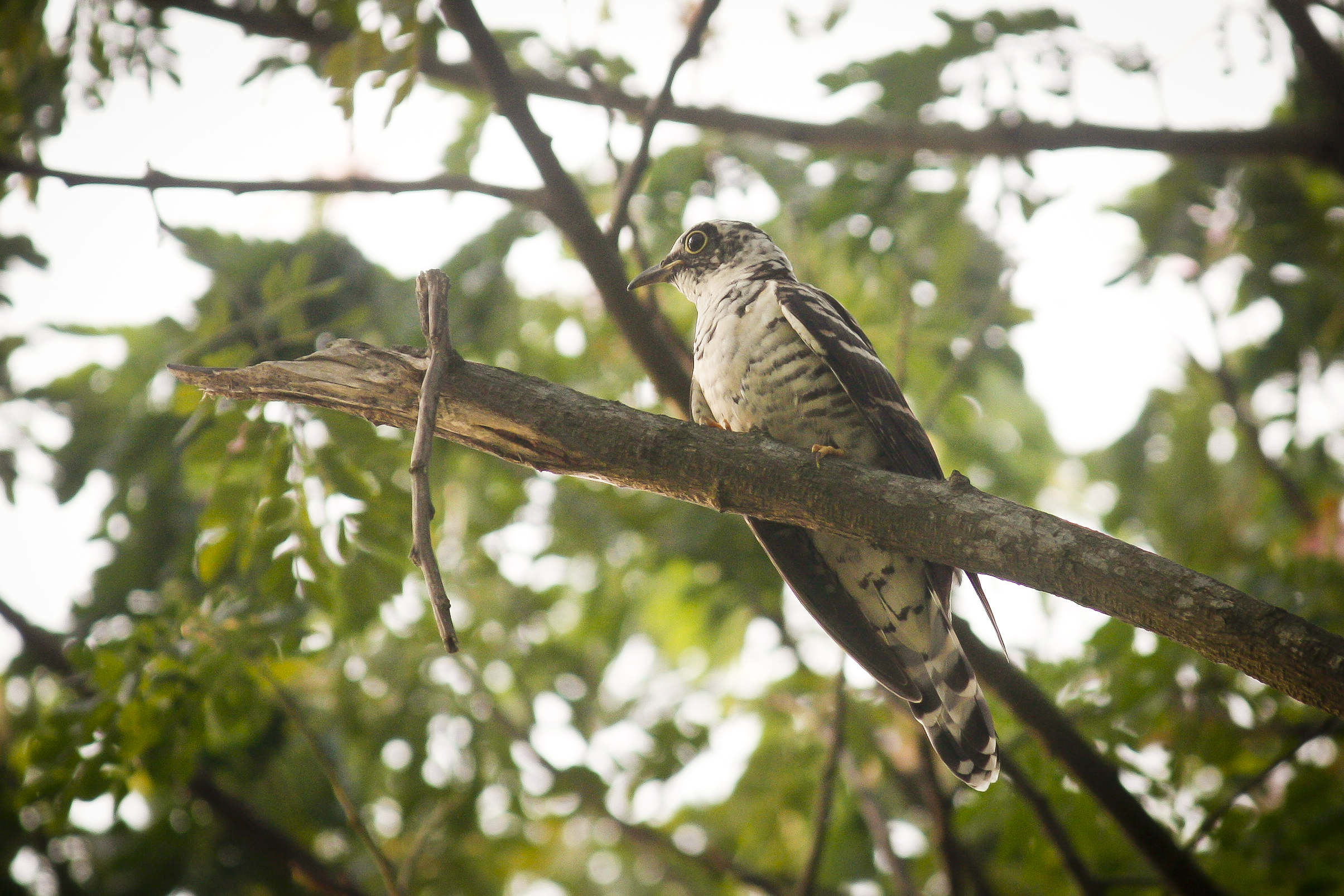